# مثقب لفاف

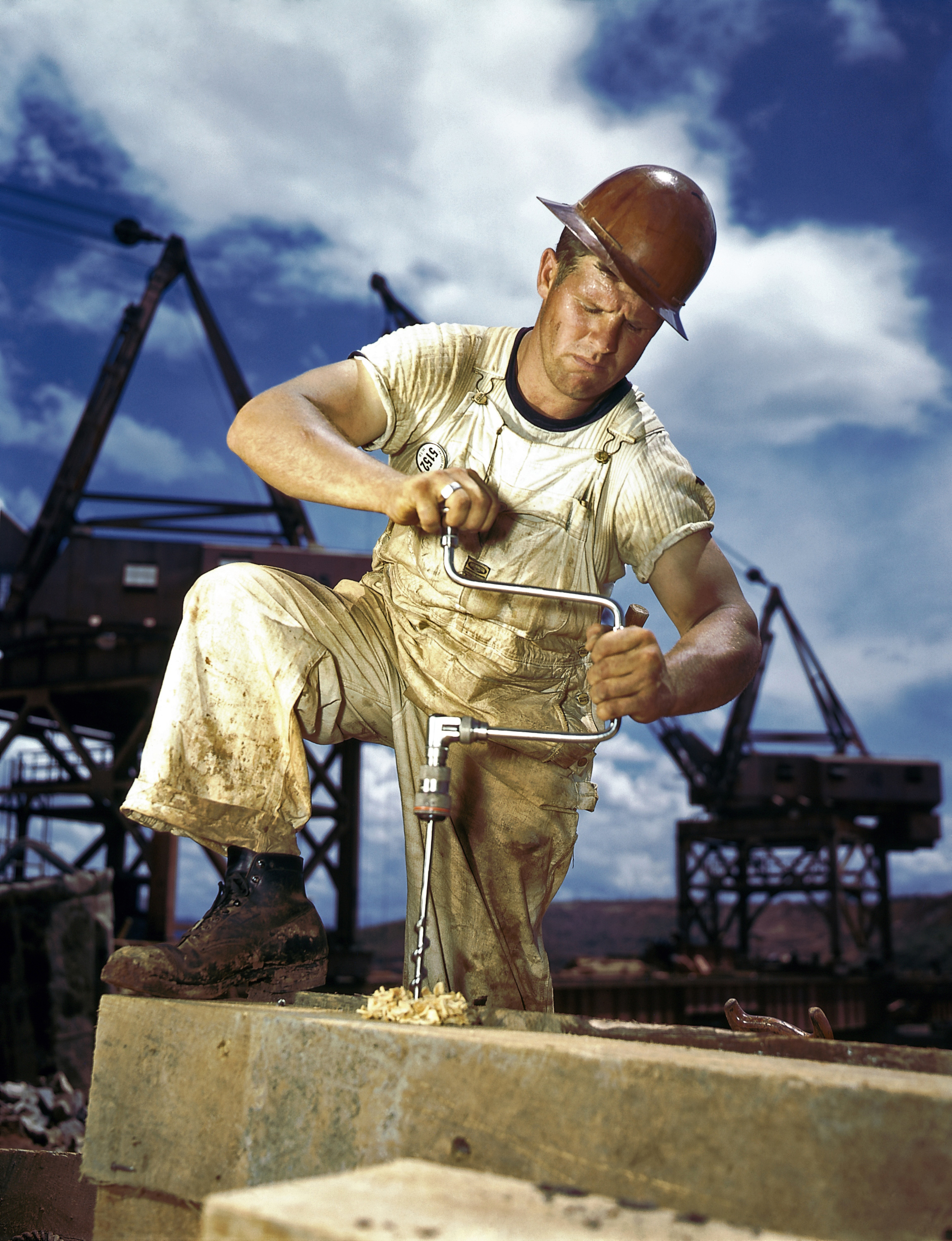
نجار يثقب لوحا خشبيا.

مِثقب لَفَّاف أو مثقاب لَفَّاف او عجلة الحفر القديمة هي أداة تستخدم لعمل ثقب، في الخشب مثلاً. يأتي الضغط من الأعلى والأداة تستدير معا قبضة على شكل حرف U بالإنجليزي .
الجزء الذي على شكل حرف الـU يدعى المِلْفَاف، وهو نوع من أنواع المرفق يعطي المثقب اللفاف قوة عزم دوران كبيرة أكثر من أي نوع من المثقاب اليدوي وتقوم بحفر حفر أعمق وأوسع من المثاقيب العادية.